# Clase Taiyō
La clase Taiyō (大鷹型 Taiyō-gata?) fue una clase de portaaviones de escolta que sirvieron en la Armada Imperial Japonesa durante la Segunda Guerra Mundial. La clase constaba de tres buques, el Taiyō, primero y que daba nombre a la clase, el Chūyō y el Unyō, siendo todos ellos conversiones de buques de pasajeros.

## Historia
Los navíos eran originalmente buques de pasajeros de la línea Nippon Yusen Kaisha, llamados Kasuga Maru, Yawata Maru y Nitta Maru. Fueron requisados por la Armada Imperial Japonesa, que los empleó primero como transporte de tropas y posteriormente los convirtió en portaaviones. Como tales, su principal cometido fue el entrenamiento de tripulaciones y el transporte de aviones. Ninguno sobrevivió a la guerra, siendo todos hundidos por submarinos.

## Portaaviones de la ClaseTaiyō
| Nombre | Puesta en grada         | Botado                   | Asignado como portaaviones | Hundido                  |
| Taiyō  | 6 de enero de 1940      | 19 de septiembre de 1940 | 2 de septiembre de 1941    | 18 de agosto de 1944     |
| Chūyō  | 9 de mayo de 1938       | 20 de mayo de 1939       | 25 de noviembre de 1942    | 4 de diciembre de 1943   |
| Unyō   | 14 de diciembre de 1938 | 31 de octubre de 1939    | 31 de mayo de 1942         | 17 de septiembre de 1944 |